# Districtul Quthing
Districtul Quthing este una dintre cele 10 unități administrativ-teritoriale de gradul I  ale statului Lesotho. Reședința sa este localitatea  Quthing.